# Alfred Jaëll
Alfred Jaëll, né le 5 mars 1832 à Trieste et mort le 27 février 1882 à Paris (9e arrondissement), est un pianiste autrichien. Parmi ses élèves figurent Benjamin Johnson Lang et Samuel Sanford, qui donne son nom à une prestigieuse médaille. 
Il épouse en 1866 la pianiste, compositrice et pédagogue alsacienne Marie Trautmann, dès lors connue sous le nom de Marie Jaëll.

## Biographie

### Formation
Alfred Jaëll est né à Trieste, alors dans l'Empire autrichien. Il étudie avec Carl Czerny et commence sa carrière par un récital public à l'âge de 11 ans, au Teatro San Benedetto de Venise. L'année suivante, il étudie avec Ignaz Moscheles à Vienne. En 1845 et 1846, il vit à Bruxelles, puis à Paris. Selon une source, il aurait été l'élève de Chopin, et selon une autre, celui de Liszt cependant, la plupart des sources ne font aucune mention de ces associations.

### Tournées

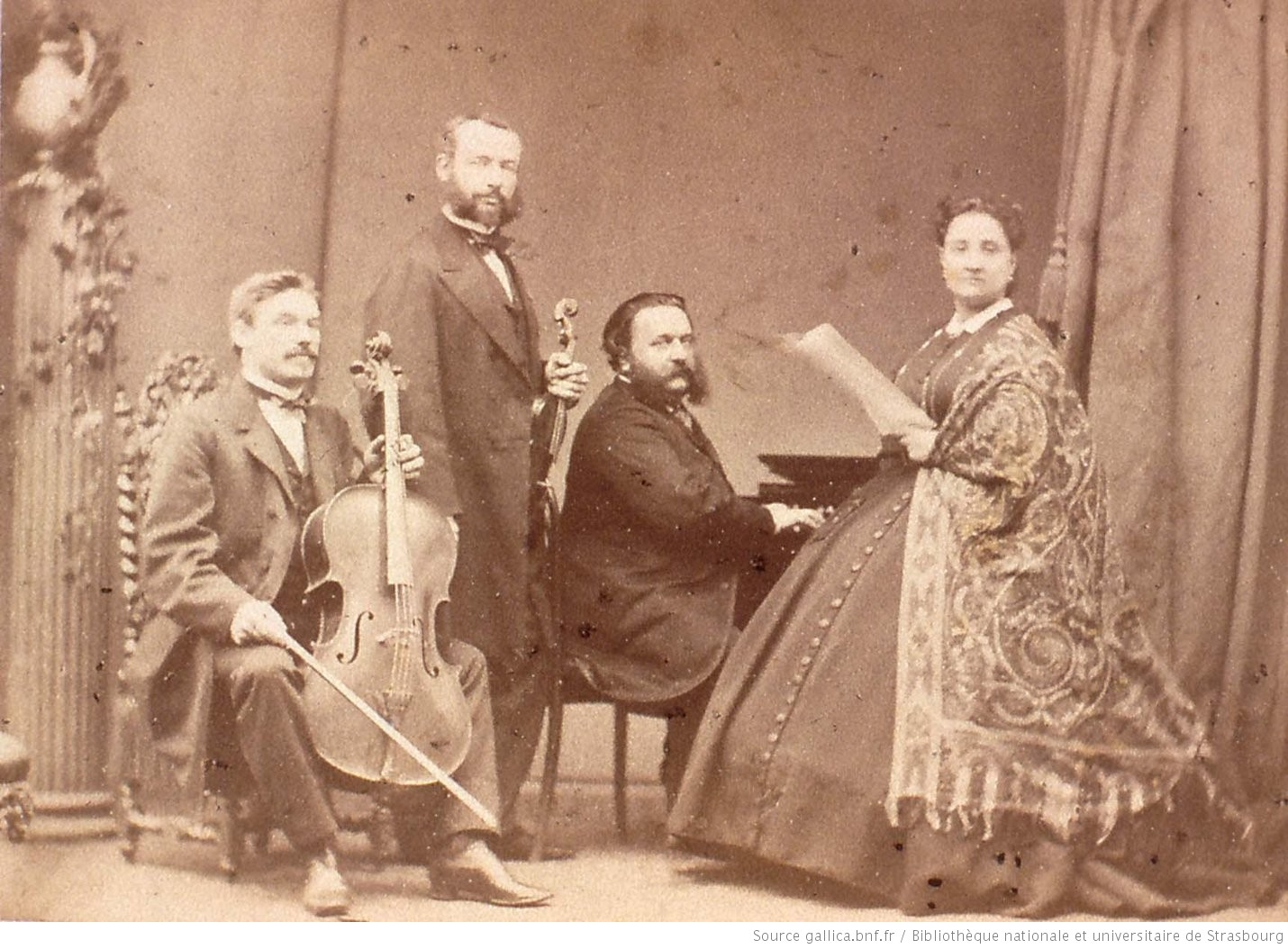
Alfred Jaëll au piano avec Henri Vieuxtemps (Violon), Carlotta Patti (Cantatrice) et Alfred Piatti (Violoncelle), Armand Helm, Prague, 1864. Collection de la BNF-Gallica

Le pianiste part en tournée aux États-Unis. Fort de son succès, il y reste 3 ans, entre 1851 et 1854. Il fait ses débuts à New York le 15 novembre 1851, devant des critiques extatiques. Lors de son deuxième concert, le 22 novembre, il présente Adelina Patti au public américain. Il a également donné de multiples récitals avec Ole Bull. Alfred Jaëll est généralement reconnu comme étant le meilleur pianiste à avoir visité l'Amérique du Nord jusqu'à cette époque. Il intègre à son répertoire certaines œuvres de Louis Moreau Gottschalk et contribue à les populariser. Il retourne en Europe en 1854. Il est nommé pianiste de la cour du roi de Hanovre en 1855. Il se produit à Londres en 1862 et 1866. 

### Mariage

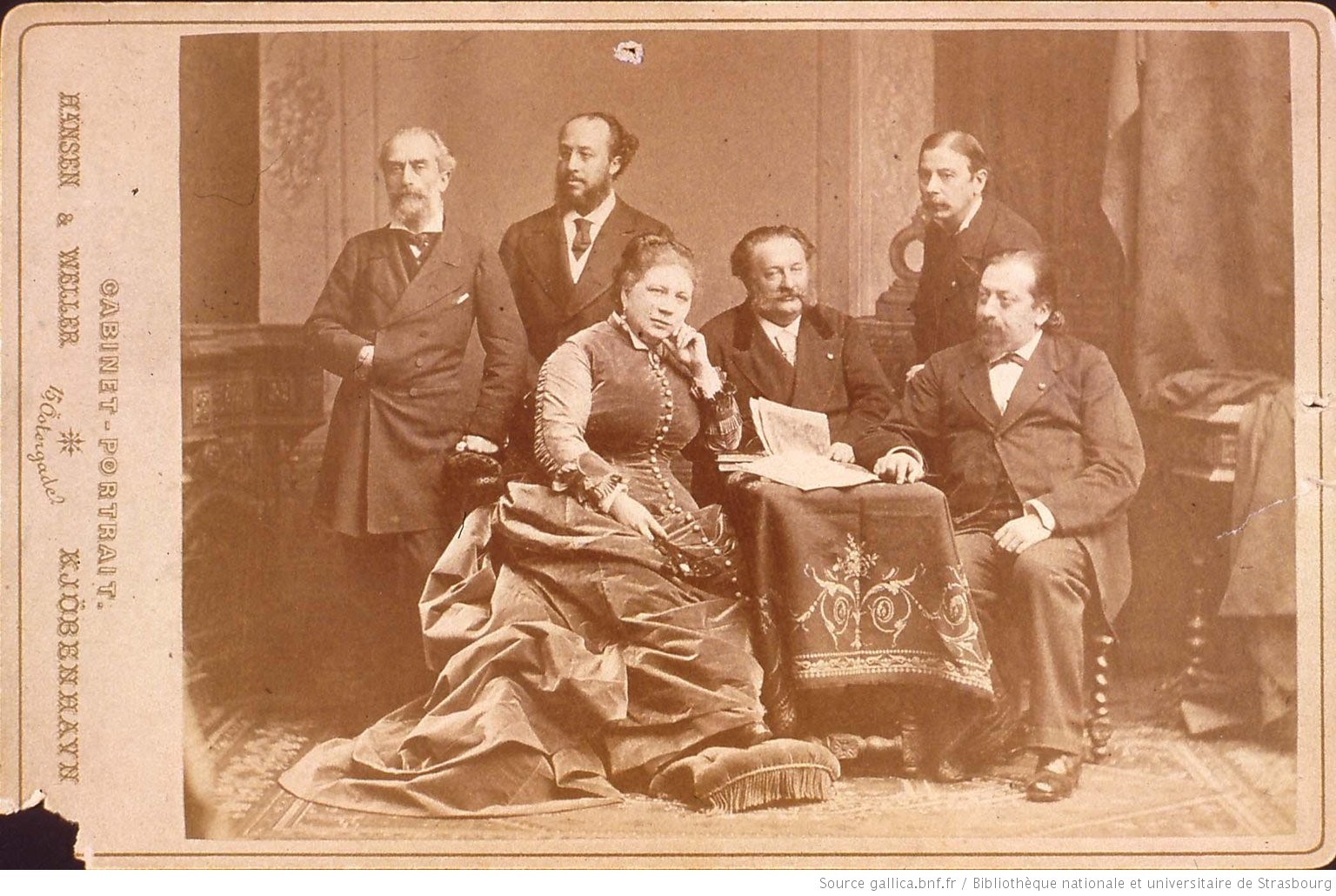
Alfred Jaëll au milieu de ses amis musiciens lors d'un concert à Copenhague en 1877, Hansen & Weller. Collection de la BNF-Gallica

En 1866, il épouse Marie Trautmann, pianiste française, compositrice et auteure d'ouvrages pédagogiques encore connus de nos jours. Elle est élève de Franz Liszt. Les deux époux font des tournées ensemble, interprétant leurs propres œuvres ainsi que le répertoire pianistique contemporain. Alfred Jaëll est l'un des accompagnateurs de Henryk Wieniawski lors de ses célèbres interprétations de la Sonate à Kreutzer de Beethoven. Il est le soliste de la première londonienne du Concerto pour piano de Joachim Raff en 1875.

### Mort
Alfred Jaëll meurt à Paris en 1882, à seulement 49 ans, laissant une veuve de 35 ans. Il a laissé un certain nombre de transcriptions « extrêmement efficaces » de Wagner, Schumann et Mendelssohn.